# Niphont (Galizien)
Niphont (russisch Нифонт; † um 1305/07) war der erste bekannte orthodoxe Metropolit von Galizien (1302/1303 bis um 1305/1307).

## Historische Erwähnungen
Niphont wurde erwähnt in einer Auflistung orthodoxer Metropoliten beim byzantinischen Kaiser Andronikos II. von 1302/1303 an 81. Stelle.
Er wurde auch erwähnt in einem Brief des polnischen Königs Kasimir III. an Patriarch Philotheos Kokkinos von Konstantinopel von 1270.

## Leben
Über Herkunft und Geburtsjahr gibt es keine Informationen.
Niphont war der erste Metropolit von Galizien, der in historischen Quellen erwähnt wurde.
Aus der Erwähnung lässt sich vermuten, dass Fürst Juri I. von Galizien, „König der Rus“, bei Patriarch Athanasius I. von Konstantinopel die Errichtung eines eigenen Metropolitansitzes für Galizien erreichen konnte.
Bis zu diesem Zeitpunkt gab es nur den Metropoliten von Kiew für die gesamte Kiewer Rus.
Das Todesjahr von Niphont ist unbekannt, es lag möglicherweise um 1305/1307.